# 邊緣日記
是一部1995年的美國劇情電影，由史考特·卡爾維特執導，里安納度·狄卡比奧、羅林·布蘭考、詹姆斯·馬迪歐和麥克·華堡主演。本片是改編自吉姆·卡羅爾的同名傳記《邊緣日記》。劇情主要講述一個大有前途的年輕籃球員吉姆·卡羅爾與他的損友染上毒癮的經歷。
本片在紐約市拍攝。

## 劇情
本片改編自詩人及傳紀作家吉姆·卡羅爾（里安納度·狄卡比奧 飾演）的少年日記，記錄他輾轉跌進毒品的可怕世界的經歷。作為看似打不垮的高中籃球隊的一員，吉姆的生活圍繞着籃球場，籃球場也在他的心中成為世界的象徵，好友因血癌而死，教練Swifty對他的隊員不正經，青少年的性焦慮，以及對可卡因和海洛英的慾望，這一切都開始蠶食他想成為球星的夢想。
不久，紐約的黑暗街道成了他逃避母親對他的關懷的避難所。他不能回家；為得到能讓他逃避現實的海洛英，他偷竊、搶劫、賣淫，只有一位朋友Reggie幫助他恢復清醒，但吉姆最後還是被捕了。出獄後，他拒絕了Pedro給他的免費毒品，並舉行了一埸關於他吸毒的演講。
原著敘述作者在60年代成長的經歷，本片的背景則設定於90年代初期。吉姆當上籃球員，並繼續寫《邊緣日記》。

## 演員
- 里安納度·狄卡比奧 飾 吉姆·卡羅爾（英语：Jim Carroll）
- 羅林·布蘭考 飾 Mrs. Carroll
- 詹姆斯·馬迪歐（英语：James Madio） 飾 Pedro
- Patrick McGaw（英语：Patrick McGaw） 飾 Neutron
- 麥克·華堡 飾 Mickey
- Roy Cooper 飾 Father McNulty
- 布魯諾·柯比（英语：Bruno Kirby） 飾 Swifty
- 亞歷山大·卓別林 飾 Bobo
- 茱莉葉·路易絲 飾 Diane Moody
- 米高·伊派里奧里 飾 Bobby
- 麥克·哈伯特 飾 Skinhead
- 厄尼·哈德森 飾 Reggie
- Manny Alfaro 飾 Manny
- 辛西亞·丹尼爾（英语：Cynthia Daniel） 飾 Winkie
- 布蘭妮·丹尼（英语：Brittany Daniel） 飾 Blinkie
- 吉姆·卡羅爾（英语：Jim Carroll） 飾 Frankie Pinewater